# Étoile blanche de la séquence principale
Ne pas confondre avec Naine blanche

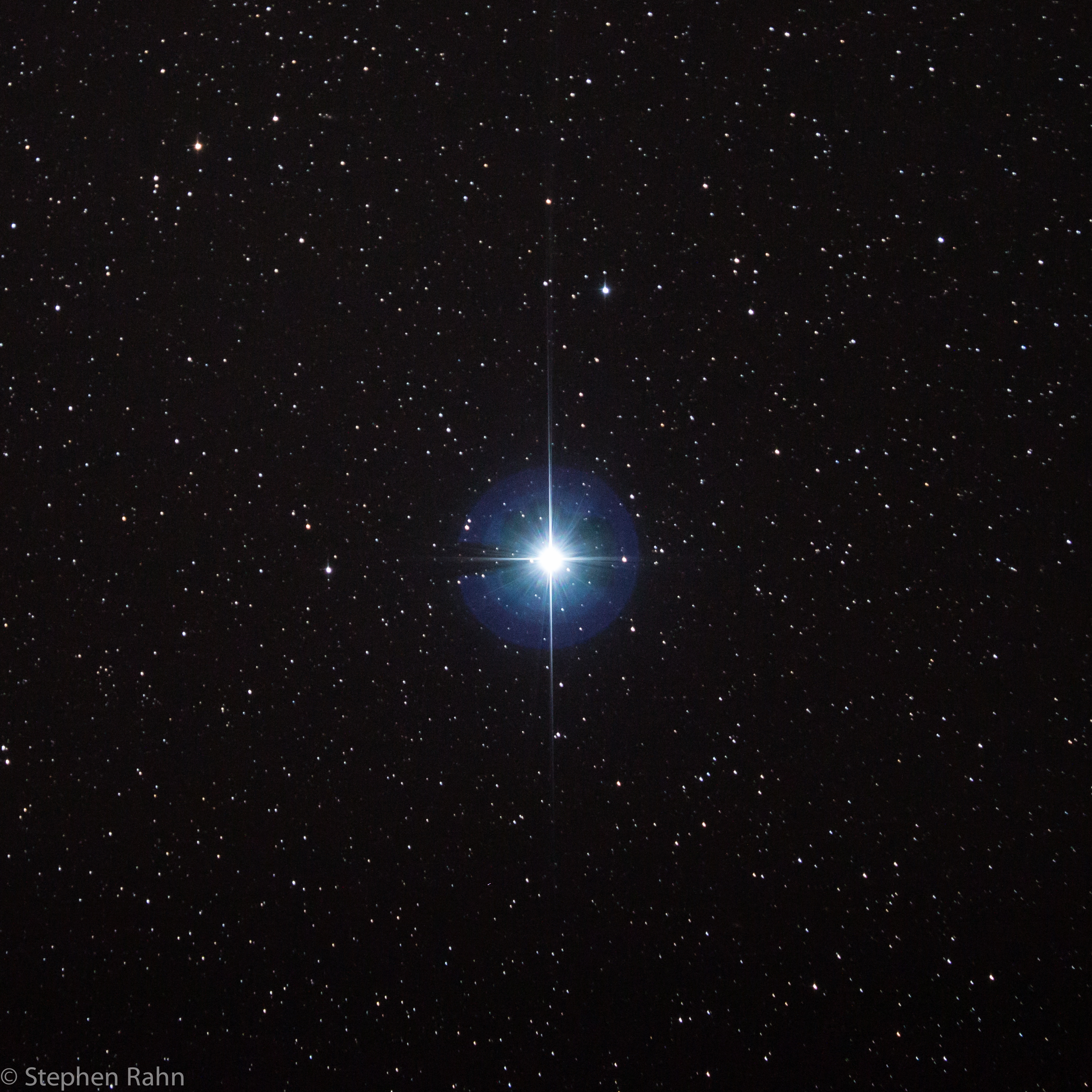
Véga, un exemple d'étoile blanche de la séquence principale.

En astronomie, une étoile blanche de la séquence principale est une étoile de type spectral A et de classe de luminosité V.
Ce type d'étoiles ne doit pas être confondu avec les naines blanches, qui sont des résidus d'étoiles de faible masse.

## Caractéristiques
| Type spectral | Masse (M☉) | Rayon (R☉) | Luminosité (L☉) | Température effective (K) | Indice de couleur (B − V) |
| ------------- | ---------- | ---------- | --------------- | ------------------------- | ------------------------- |
| A0V           | 2,18       | 2,193      | 38,02           | 9 700                     | 0,00                      |
| A1V           | 2,05       | 2,136      | 30,90           | 9 300                     | 0,04                      |
| A2V           | 1,98       | 2,117      | 23,99           | 8 800                     | 0,07                      |
| A3V           | 1,86       | 1,861      | 16,98           | 8 600                     | 0,10                      |
| A4V           | 1,93       | 1,794      | 13,49           | 8 250                     | 0,14                      |
| A5V           | 1,88       | 1,785      | 12,30           | 8 100                     | 0,16                      |
| A6V           | 1,83       | 1,775      | 11,22           | 7 910                     | 0,19                      |
| A7V           | 1,81       | 1,750      | 10,00           | 7 760                     | 0,21                      |
| A8V           | 1,77       | 1,747      | 9,12            | 7 590                     | 0,25                      |
| A9V           | 1,75       | 1,747      | 8,32            | 7 400                     | 0,27                      |

Les étoiles blanches de la séquence principale, comme leur nom l'indique, sont des étoiles de la séquence principale (classe de luminosité V dans la classification MKK), dont l'énergie provient de la fusion de leur hydrogène en hélium.
De type A dans la classification de Harvard, leur spectre possède des raies d'absorption de l'hydrogène très intenses, ainsi que des raies de métaux ionisés,. Leur température de surface varie entre 7 600 et 10 000 K et leur masse entre 1,5 et 2,1 masses solaires.
Altaïr (A7 Vn), Sirius A (A0mA1 Va), et Véga (A0 Va) sont des exemples d'étoiles blanches de la séquence principale brillantes et proches. Les étoiles de type A ne possèdent pas de zone convective et par conséquent, on ne s'attend pas à ce qu'elles hébergent un champ magnétique. Elles ne produisent pas non plus de forts vents stellaires comme peuvent en émettre les étoiles plus chaudes, et de ce fait il leur manque un mécanisme pour émettre des rayons X.

## Étoiles standards

La classification spectrale de Morgan-Keenan.

Les auteurs de la classification de Yerkes révisée (Johnson et Morgan 1953) ont recensé dans leur atlas une grille dense d'étoiles standard pour les naines de type A ; cependant, elles n'ont pas toutes survécu jusqu'à ce jour comme standards. Les « points d'ancrage » de cette classification spectrale MK parmi les étoiles blanches de la séquence principale, c'est-à-dire les étoiles standard qui sont restées inchangées depuis au moins les années 1940, sont Véga (A0 V), Gamma Ursae Majoris (A0 V), et Fomalhaut (A3 V),.
La révision critique de la classification MK par Morgan et Keenan (1973) n'a pas fourni de standard supplémentaire entre les types A3 V et F2 V. HD 23886 a été proposée comme un standard pour le type A5 V en 1978. Richard Gray et Robert Garrison ont apporté les contributions les plus récentes à la séquence spectrale des étoiles blanches de la séquence principale par le biais d'un duo d'articles parus en 1987 et 1989. Ils répertorient une variété de standards spectraux pour les naines de type A, différenciées selon leur rotation lente ou rapide, comme HD 45320 (A1 V), HD 88955 (A2 V), 2 Hydrae (A7 V), 21 Leonis Minoris (A7 V), et 44 Ceti (A9 V). Outre les standards du système MK donnés dans les articles précédemment cités, on voit aussi occasionnellement Delta Leonis (A4 V) répertoriée en tant que standard[réf. souhaitée]. Il n'y a pas d'étoiles standard publiées pour les types A6 V et A8 V.

## Systèmes planétaires
Les étoiles blanches de la séquence principale sont jeunes (typiquement quelques centaines de millions d'années) et émettent parfois une quantité de rayonnement dans l'infrarouge (IR) au-delà de ce qu'on s'attendrait à avoir en provenance de l'étoile seule. Cet excès dans l'infrarouge est attribuable à l'émission en IR de la poussière en provenance d'un disque de débris, où les planètes se forment.
Les études indiquent que les exoplanètes massives sont courantes autour des étoiles de type A, bien que ces planètes soient difficiles à détecter en utilisant la méthode des vitesses radiales. En effet, les étoiles de type A tournent souvent rapidement sur elles-mêmes, ce qui fait que leurs raies spectrales sont souvent très larges. Cela rend les petits décalages dus à l'effet Doppler induit par les planètes qui les orbitent difficiles à mesurer. Cependant, ces étoiles relativement massives finissent par évoluer en géantes rouges, qui tournent sur elles-mêmes bien plus lentement, et sur lesquelles on peut par conséquent utiliser la méthode des vitesses radiales. Début 2011, environ 30 planètes de type Jupiter ont été détectées autour d'étoiles géantes évoluées de type K, incluant Pollux, Gamma Cephei et Iota Draconis. Des études utilisant la méthode des vitesses radiales et portant sur une grande variété d'étoiles indiquent que parmi les étoiles deux fois plus massives que le Soleil, environ une sur six serait orbitée par au moins une planète de la taille de Jupiter, contre une étoile sur seize pour les étoiles de type solaire. Parmi les étoiles blanches de la séquence principale connues pour abriter des systèmes planétaires, on peut citer Fomalhaut, HD 15082, Beta Pictoris et HD 95086.

## Exemples d'étoiles blanches de la séquence principale
- Sirius A
- Véga
- Altaïr
- Fomalhaut
- Castor A et B
- Denebola